# ورم جنيني متعدد
الورم الجنيني المتعدد هو ورم نادر شديد العدوانية، وأحد أنواع أورام الخلايا الجنسيَّة. ينشأ عادةً في المبيض، ويحمل ورم الكيس المحي والورم المسخي غير المميز. يحوي أجساماً مضغية في نسيج متوسطي مقلقل.
وقد وجد أنها مصاحبة لمتلازمة كلاينفيلتر.